# ماهاسکا (کانزاس)
ماهاسکا (به انگلیسی: Mahaska) شهری در ایالت کانزاس کشور ایالات متحده آمریکا است که جمعیت آن در سرشماری سال ۲۰۱۰ میلادی، ۸۳ نفر بوده‌است.